# Tangra-hegység

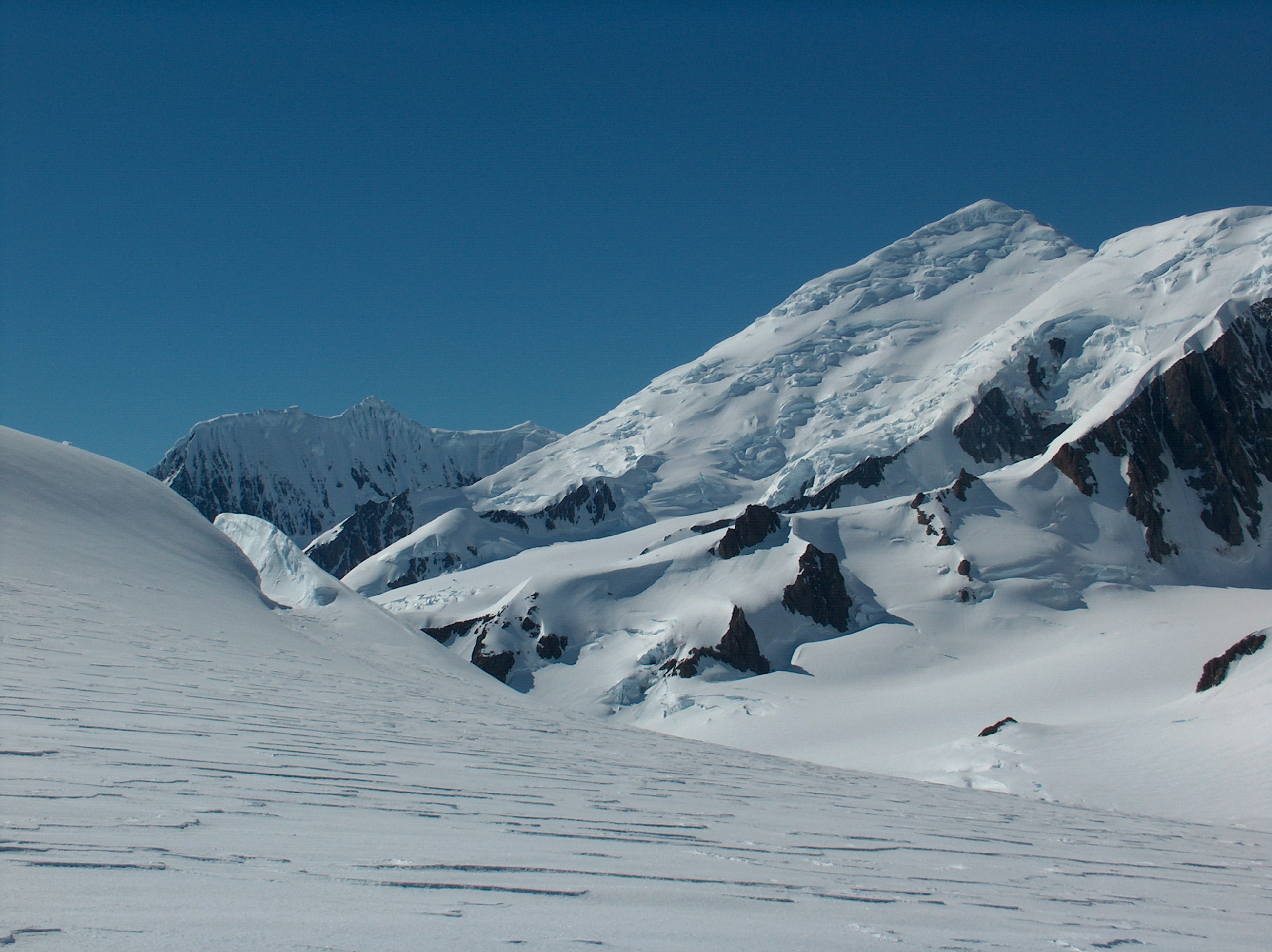
A Sisak-csúcs és a Nagy Szikla

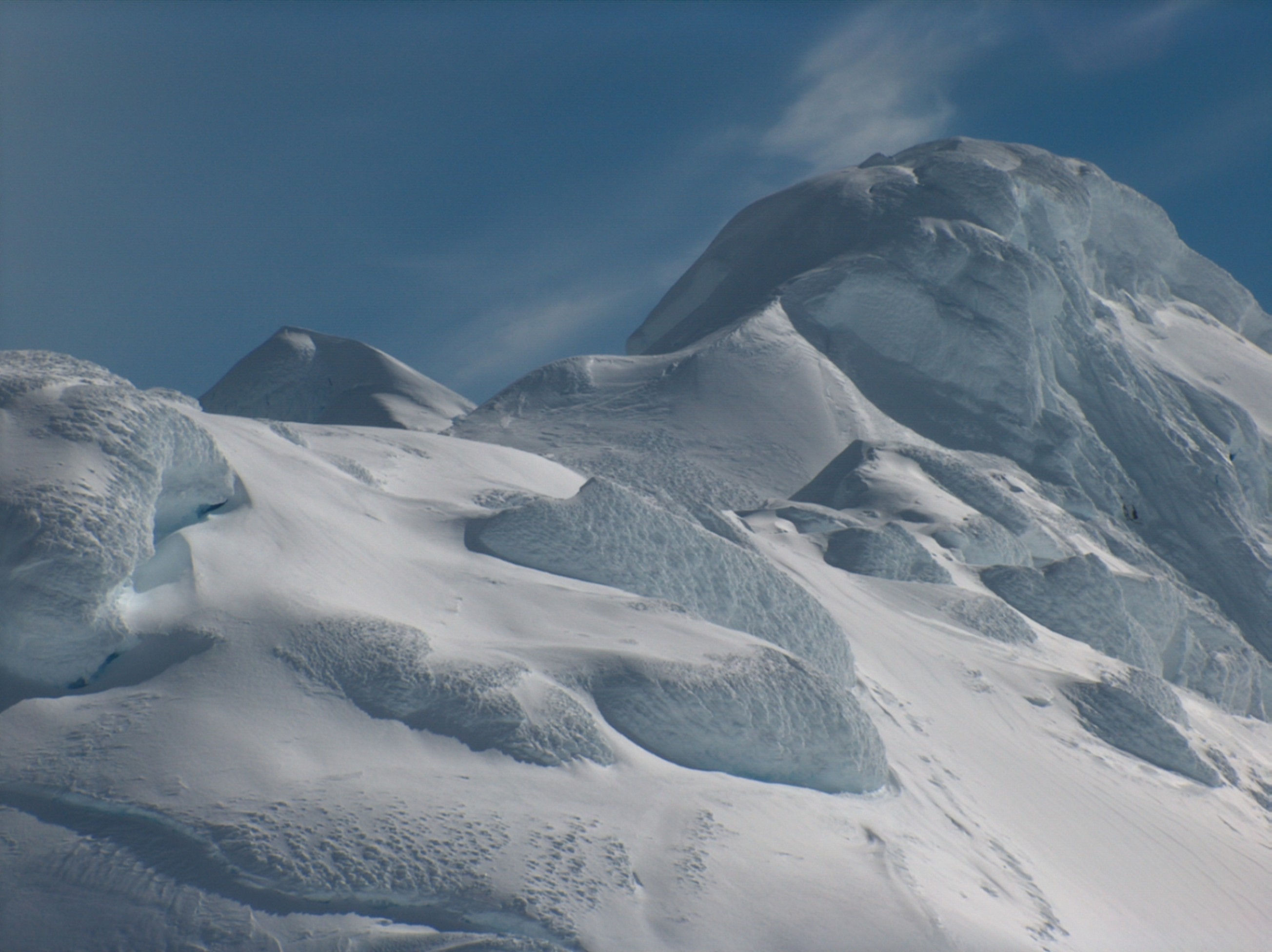
Friesland-hegy

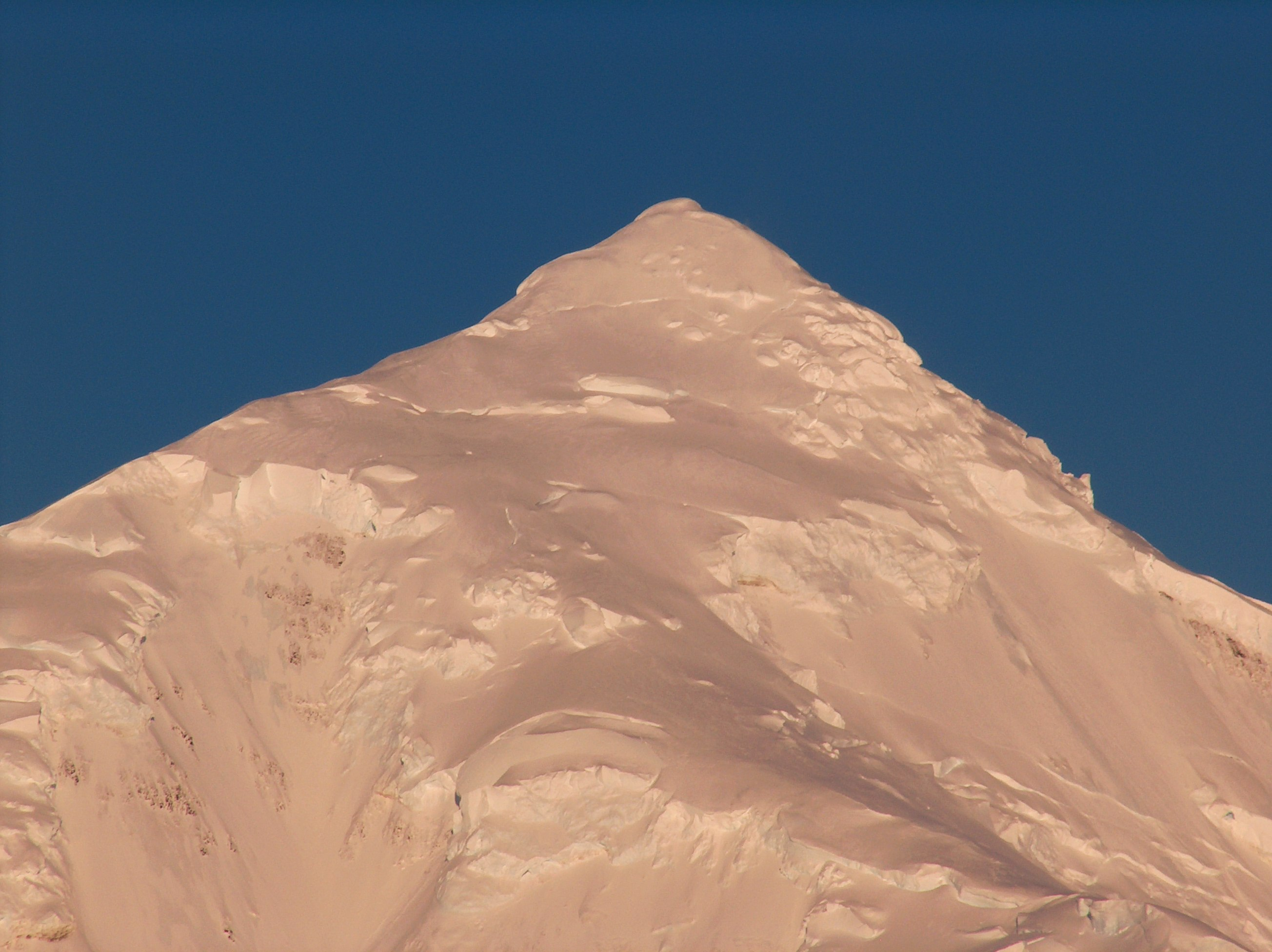
A Nagy Szikla-csúcs

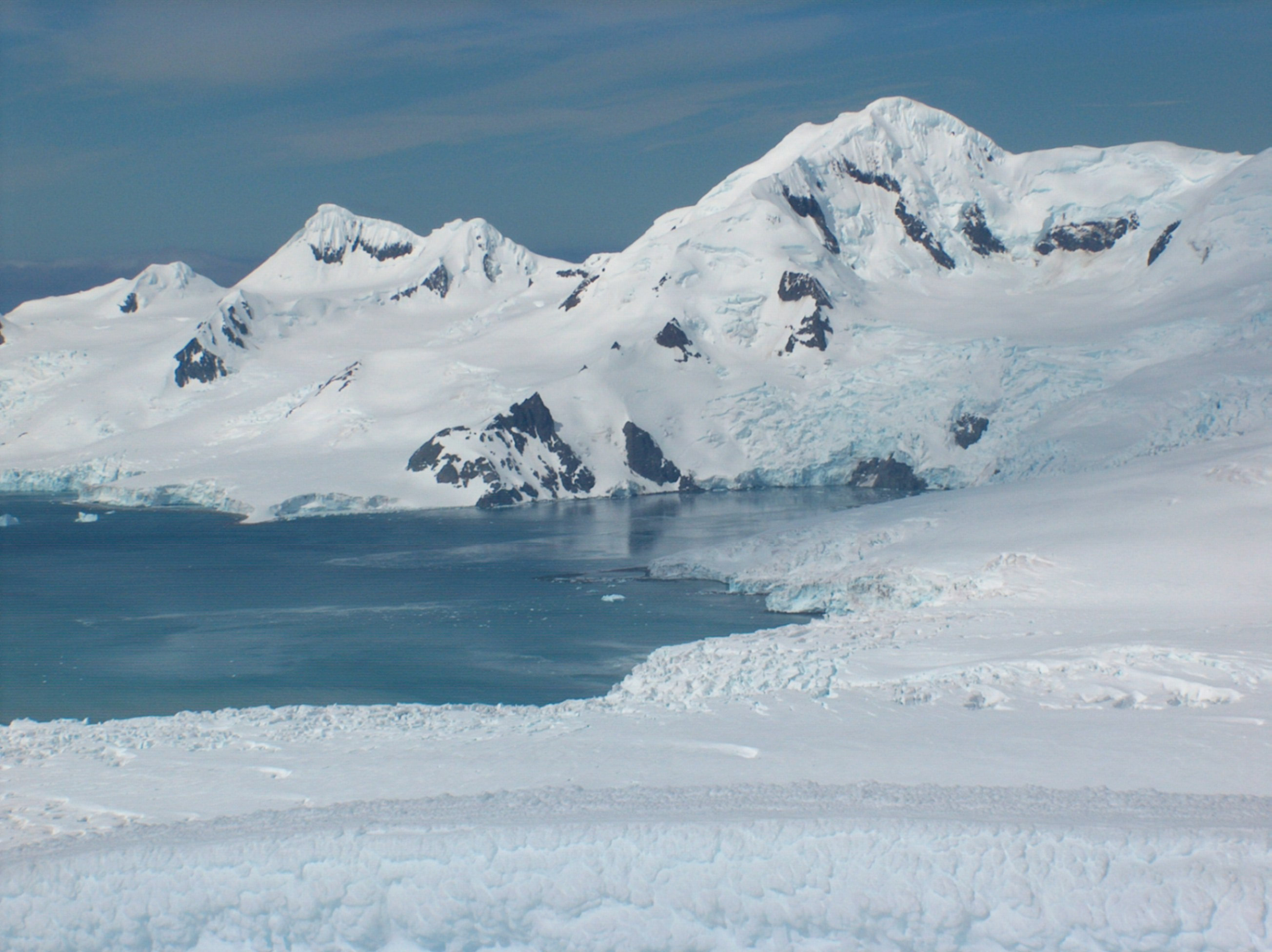
Delcsev-hegyhát

A Tangra-hegység (bolgárul: Тангра Планина, Tangra Planina) (d. sz. 62° 40′ 00″, ny. h. 60° 06′ 00″62.666667°S 60.100000°W) az Antarktiszhoz tartozó Déli-Shetland-szigetek egyikén, a Livingston-szigeten ez a legjelentősebb hegyvonulat. A hegységnek 2001-ig nem volt neve, de ekkor az ókori bolgár-törökök legfőbb istene, Tengri után nevezték el Tangra-hegységnek.
A Barnard-csúcs és a Reiner-csúcs között a hegység hossza 30 km, szélessége pedig 8 km. Északon a Hold-öböl és a Huron-gleccser, északnyugaton a Huntress-gleccser, nyugaton a False-öböl, délkeleten a Bransfield-szoros határolja, a Bowles-hegyháttól a Wörner-szoros, a Pliszka-hegyháttól pedig a Neszebár-szoros választja el. A hegység három nagyobb hegygerincből áll. Ezek a nyugati Friesland-hegyhát, a középső Levszki-hegyhát és a keleti Delcsev-hegyhát.
A Tangra csúcsai és lejtői nagyon jegesek, s ezek nedvességét a Huron, Huntress, Pestera, Jótékonyság, Preszpa, Macy, Bojana, Szrebarna, Magura, Dobrudzsa, Ropotamo, Sztrandzsa, Pautália és Iszkár gleccserek, valamint a Ruen, a Tarnovo jéghegyek szívják magukba.
A Zograf-csúcs északnyugati hegylábánál fekszik az Akadémia-tábor, mely a Catalunyan-hágón keresztül kitűnő átjáróul szolgál dél, a Lozen-hágón pedig kelet felé. 2004. december 14–16-án a Tangra 2004/05 Expedíció a Catalunyan-hágónál állította fel táborát.

## Friesland-hegyhát
A Friesland-hegyhát a délnyugati Botev-csúcs és az északkeleti Sipka-hágó között 15.5 km hosszú. A Friesland-hegy csúcsa (d. sz. 62° 40′ 15″, ny. h. 60° 11′ 11″62.670806°S 60.186306°W) pontosan 1700 m magas. Ezt GPS segítségével 2003. decemberben a Damien Gildea vezetésével erre járt Omega Foundation expedíciója mérte meg. Ez volt a csoport második itteni hegymászása. Más magas csúcsok ezen a területen: Szent Borisz (1665 m), Szímeon (1576 m), Szent Cirill (1505 m), Ljaszkovec (1473 m), Preszján-hegyhát (1456 m), Szent Metód (1180 m), Akadémia (1130 m), és  Zograf (1011 m). Első megmászások: Friesland: F. Sàbat és J. Enrique az I. János Károly-tábortól 1991 december; Ljaskovec-csúcs: Ljubomir Ivanov és Dojcsin Vaszilev a bolgár tábortól 2004. december 14-én

## Levszki-hegyhát
A Levszki-hegyhát a nyugati Sipka-szoros és a keleti Devin-hágó között 8 km hosszú, szélessége pedig a Cserepis-hegyhát valamint a Christoff-szikla között szintén 8 km. A Nagy Szikla-csúcs (d. sz. 62° 40′ 15″, ny. h. 60° 03′ 10″62.670833°S 60.052778°W) majdnem 1700 méter magasra emelkedik. Egyéb csúcsok a területen: Levszki (1430 m), Rilai Szent János-csúcs (1350 m), Sisak-csúcs (1254 m), Szerdika-csúcs (1200 m), Vihren-csúcs (1150 m), Ongal-csúcs (1149 m), és Plovdiv-csúcs (1040 m).

## Delcsev-hegyhát
A Delcsev-hegyhát a nyugati Devin-hágó és a keleti Renier-csúcs között 10 km hosszú. A Delcsev-csúcs legmagasabb pontja (d. sz. 62° 38′ 28″, ny. h. 59° 56′ 16″62.641111°S 59.937778°W) 940 m, Más magas csúcsok a hegyháton: Rusze-csúcs, (800 m), Aszen-csúcs (800 m), Pétr-csúcs (800 m), Kuber-csúcs (770 m), az Elena-csúcs (700 m), a Szpartakusz-  (650 m), a Javoro-csúcs (640 m).

## Feltérképezése
A britek 1968-ban, a spanyolok 1991-ben az Omega Foundation 2004-ben, a bolgárok 2005-ben és a 2009-ben térképezték fel a területet. Utóbbiak az 1995/1996-ban és a 2004/05-ben elkészített topográfiai térképeket is felhasználták.

## Térkép
- L.L. Ivanov. Antarctica: Livingston Island and Greenwich, Robert, Snow and Smith Islands. Scale 1:120000 topographic map.  Troyan: Manfred Wörner Foundation, 2009.  ISBN 978-954-92032-6-4

## Fordítás
- Ez a szócikk részben vagy egészben  a   Tangra Mountains című angol Wikipédia-szócikk fordításán alapul.  Az eredeti cikk szerkesztőit annak laptörténete sorolja fel. Ez a jelzés csupán a megfogalmazás eredetét és a szerzői jogokat jelzi, nem szolgál a cikkben szereplő információk forrásmegjelöléseként.

## Külső hivatkozások
- Bolgár Antarktiszi Földrajzi Név Bizottság
- Tangra 2004/05 Expedíció
- Omega Expedíció Livingston 2003
- Antarktiszi hegységek: Hegymászás az Antarktiszon

1. ↑  [BGAQ0050 Bulgarian Antarctic Gazetteer]. (Hozzáférés: 2018. június 20.)